# عشق أباد (فشارود)
عشق أباد (بالفارسية: عشق‌آباد) هي مستوطنة تقع في إيران في قسم فشارود الريفي. يقدر عدد سكانها بـ 37 نسمة .